# 本塩沢
本塩沢（ほんしおざわ）とは、新潟県南魚沼市で織られる絹織物で、塩沢お召しと愛称でも呼ばれる。
始まりは江戸時代（17世紀中期）と言われ、「越後上布（越後縮）」のような「シボ」の持ち味を絹織物に応用しようと、技術・技法を絹に生かした絹縮が前身である。1976年（昭和51年）に経済産業大臣指定伝統的工芸品となっている。
湯の中で揉んでだす「シボ」立ちの独特な風合い、緻密な絣（かすり）模様が特徴である。
生糸を使用し、横糸に強い撚りをかけた強撚子（きょうねんし）を用いて、織り上げた後に湯もみをして作られる。湯もみによって、強撚子が戻る力を利用して「シボ」と呼ばれる、独特の地風を持つ絹織物となる。
さらりとした肌触りに、十字絣（じゅうじがすり）、亀甲絣（きっこうがすり）で構成された絣模様で、上品さと優雅さが魅力となっている。